# Лукашов Денис Іванович
Денис Іванович Лукашов (*30 квітня 1989, Донецьк, Україна) — український баскетболіст, розігруючий захисник «Прометея». Гравець Національної збірної України з баскетболу. Учасник 4-х Чемпіонатів Європи з баскетболу: 2011, 2015, 2017 та 2022.

## Кар'єра
Денис Лукашов народився у Донецьку у 1989 році. Першою професійною командою для нього став БК Київ, за який він виступав протягом 2009—2010 років. Далі у його кар'єрі була інша київська команда Будівельник, з якою він у 2011 році виграв чемпіонат України. Двічі, у 2010 і 2011 роках він брав участь у матчі «Всіх зірок Суперліги».
Після двохрічного вояжу на Донеччину, коли він грав за БК «Донецьк» та «Азовмаш», він знову повернувся до «Будівельника», з яким у 2015 році здобув Кубок України, бронзові медалі чемпіонату, а також був визнаний «Кращим захисником» Суперліги України. За цей сезон він відіграв 35 матчів, в яких в середньому набирав 15,4 очок, 5,6 результативних передач, 6,3 підбирання і 1,7 перехоплень.
В травні 2015 року Лукашов став гравцем російського «Автодору». Лукашов набирав у середньому по 5,5 очка, 1,8 підбирання та 2,5 передачі. В лютому по ходу сезону саратовський клуб та українець досягли домовленості про дострокове припинення контракту за обопільної згоди сторін.
10 лютого 2016 року Денис перейшов до литовського «Летувос Рітас», з яким виграв Кубок Короля Міндовга. У 12 іграх у Лукашова в чемпіонаті в середньому були 5,5 очок за гру, 2,8 підбирань і 3,2 передачі
У жовтні 2016 року українець повернувся до Росії, підписавши контракт з БК «Єнісей» Красноярськ. У 17 іграх за сезон він набирав 3,8 очок, 1,4 підбираннями та 2,1 передач. «Єнісей» того сезону вийшов до плей-оф та програв у першому раунді. 
11 жовтня 2017 року перейшов до литовського «Вітаутаса». Денис набирав 6,0 очок, 2,6 підбираннь та 2,0 передач, а команда стала останньою у чемпіонаті та вилетіла з еліти.
2018 року повернувся до російського клубу «Єнісей». Його показники опустилися до 1,9 очок, 0,8 підбирань та 1,3 передач за гру. Команда не зуміла пробитись до вісімки учасників постсезону.
2019 року повернувся до України та підписав контракт з СК «Прометей». Вже в першому сезоні в команді Лукашов набирав у середньому 10,5 очок, робив 4,0 підбирання та 6,4 передачі за гру (24 матчі), а РЕ склало 17,1. Лукашов був визнаний найкращим захисником сезону у Суперлізі.
У наступному сезоні Лукашов набирав 9,8 очок, 3,3 підбирання і 5,5 передач. Цей сезон приніс Лукашову друге чемпіонство в Україні. 
У квітні 2022 року підписав контракт до кінця сезону з БК «Нансі», з яким виграв Другий дивізіон чемпіонату Франції.
Після вояжу до Франції повернувся до «Прометея».

## Збірна України
Денис є постійним гравцем збірної України, з якою брав участь в чемпіонатах Європи 2011, 2015 та 2017. Станом на 1 січня 2024 року провів за національну команду 65 матчів (3-й показник в історії), у яких здобув 412 очок (7-й показник).

## Досягнення
- Чемпіон України: 2010/11, 2020/21
- Бронзовий призер чемпіонату України (2): 2013/14, 2014/15
- Володар Кубка України (2): 2011/12, 2014/15
- Кращий захисник Суперліги України: 2014/15, 2019/20